# Église Saint-Nicolas de Dobanovci
Pour les articles homonymes, voir Église Saint-Nicolas.
L'église Saint-Nicolas de Dobanovci (en serbe cyrillique : Црква Светог Николе у Добановцима ; en serbe latin : Crkva Svetog Nikole u Dobanovcima) est une église orthodoxe serbe située à Dobanovci, sur le territoire de la ville de Belgrade et dans la municipalité de Surčin en Serbie. Elle est inscrite sur la liste des monuments culturels protégés de la république de Serbie (identifiant no SK 102) et sur la liste des biens culturels de la ville de Belgrade.

## Présentation
L'église actuelle a été construite en 1803, à l'emplacement d'églises plus anciennes édifiées au XVIIIe siècle. Elle se caractérise par un style classique auquel se mêlent des éléments empruntés au baroque tardif. Elle est constituée d'une nef unique prolongée par une abside demi-circulaire ; la façade est dominée par un clocher de deux étages. Cette structure d'ensemble est typique de l'architecture religieuse dans cette partie de la Syrmie à la fin du XVIIIe siècle et au début du XIXe siècle.

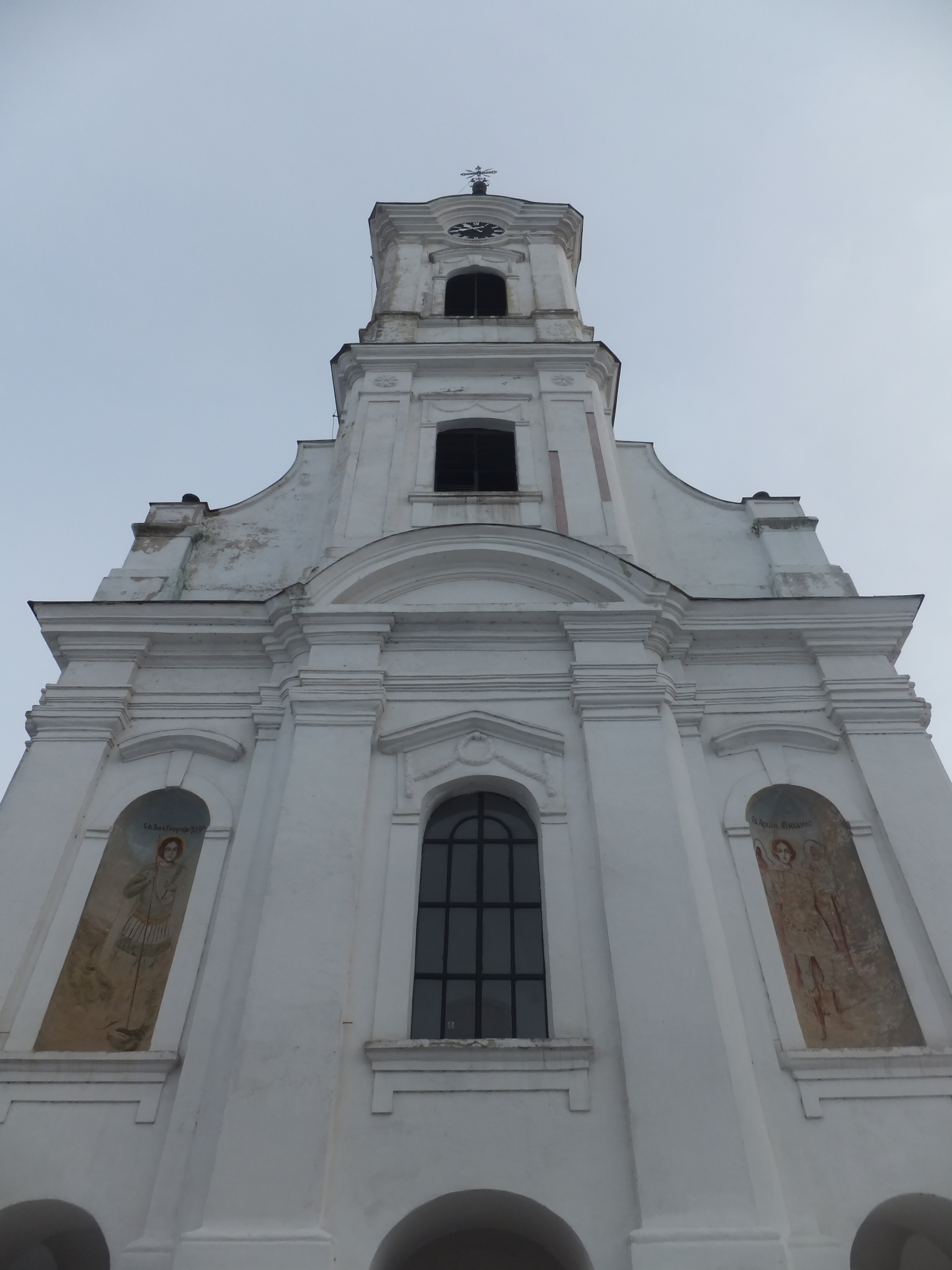
Détail de la façade

L'iconostase a été réalisée en 1836 par le sculpteur sur bois Georgije Dević ; elle a été ornée de 50 icônes par le peintre Petar Čortanović en 1841 et 1842.

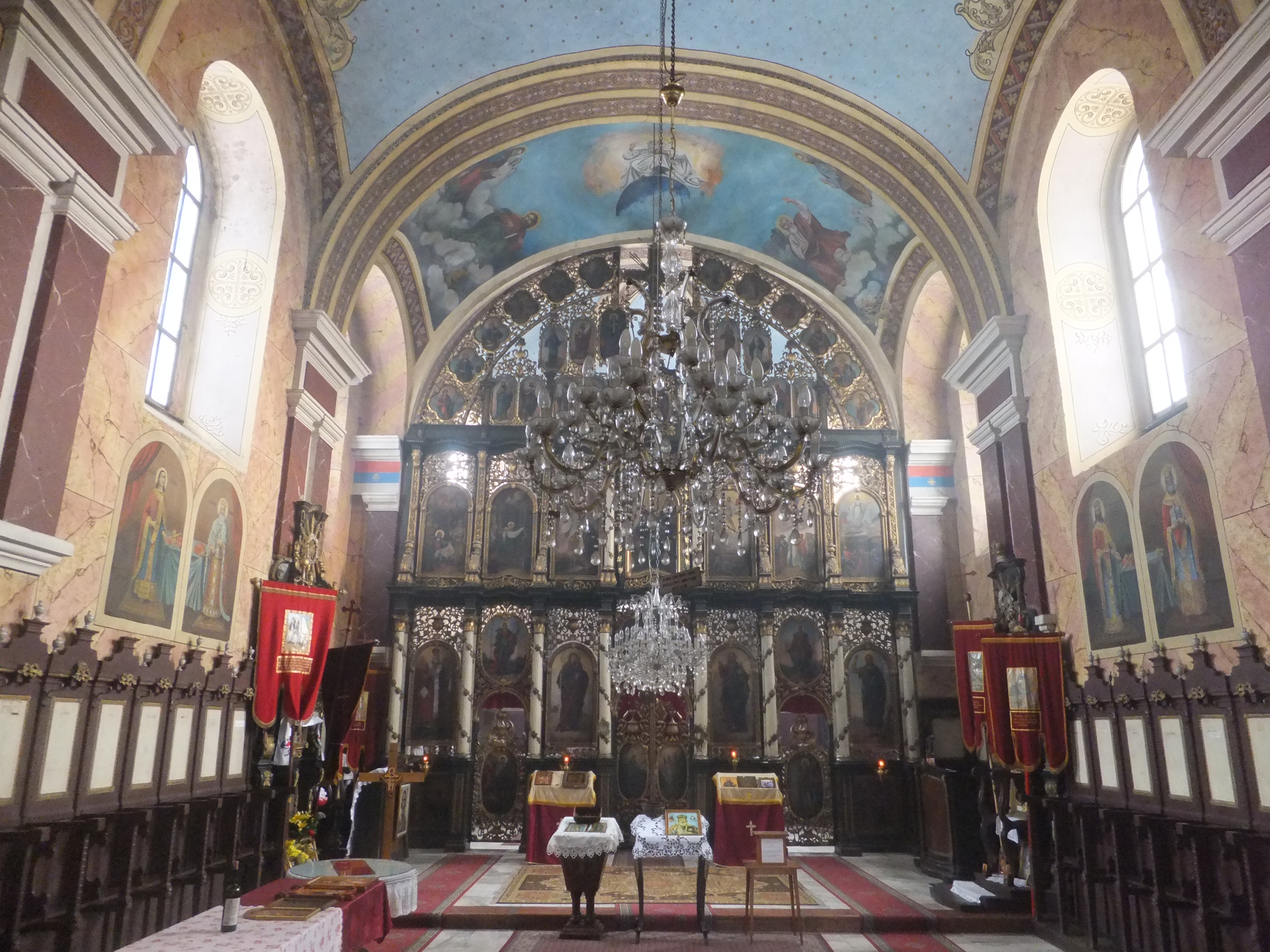
L'iconostase

L'église abrite aussi une collection d'icônes, de meubles et de livres, dont certains imprimés au XVIIIe siècle.